# Pop! Goes the Weasel

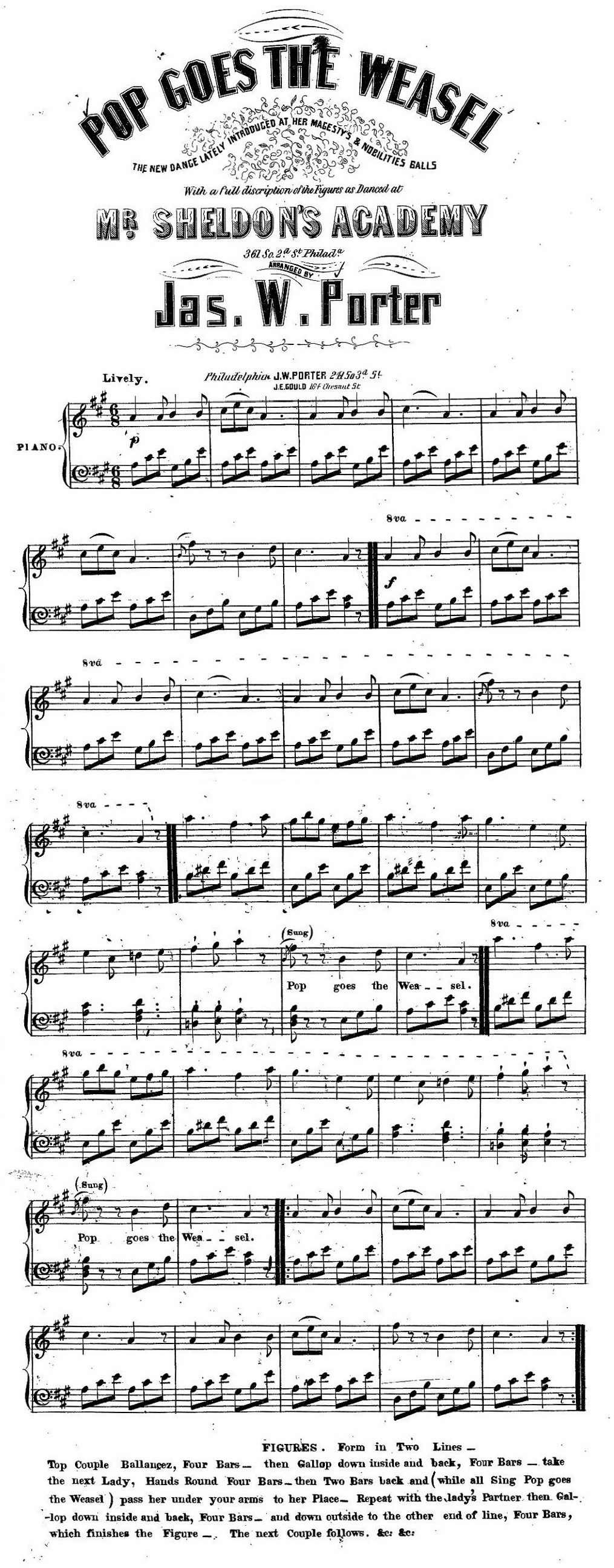
Pop goes the Weasel, Klavierarrangement mit Beschreibung des Tanzes, 1853

Pop! Goes the Weasel ist ein weltbekannter Kinderreim aus Großbritannien, der aus einem alten Volkstanz des 18. Jahrhunderts hervorgegangen sein soll. „Pop! Goes the Weasel“ ist besonders in den USA sehr populär und wird dort gern gesungen oder zu Kinderspielen aufgeführt.

## Liedertext
Ursprünglich umfasste das Lied, das zu dem englischen Tanz gesungen wurde, nur einen Vers: „Pop! Goes the Weasel“, der stetig wiederholt wurde. Um 1900 wurde schließlich ein Kinderreim daraus, dessen Textinhalt im Laufe der Zeit ständig variiert wurde. Zu den bekanntesten Textvariationen gehört folgende Strophe:
Half a pound of tuppenny rice,

A penny full of treacle,

That’s the way the money goes,

Pop! Goes the Weasel.

Gelegentlich werden noch zwei weitere Strophen hinzugefügt:
Every night when I get home,

The monkey’s on the table,

Take a stick and knock it off,

Pop! Goes the Weasel.

Up and down the City Road,

In and out the Eagle,

That’s the way the money comes,

Pop! Goes the Weasel.

Eine US-amerikanische Textversion lautet:
All around the cobbler’s house,

The monkey chased the people.

And after them in double haste,

 Pop! Goes the weasel.

## Ursprung
Erstmalige Erwähnung erfuhr der Kinderreim auf einem Notenblatt aus dem Jahr 1853, welches heute in der British Library zu London aufbewahrt wird. Laut Eingangstext war „Pop! Goes the Weasel“ ein Balltanz, der bei Hofe von Adligen getanzt und zu dem der Titelvers als Refrain gesungen wurde. Die ursprüngliche Melodie war dem Blatt zufolge der heutigen sehr ähnlich. Um 1858 gelangte das Lied in die USA und wurde dort sofort populär.

## Rezeptionen
„Pop! Goes the Weasel“ ist inzwischen weltweit so populär und bekannt, dass vor allem die Melodie Eingang in die Spielzeugwelt, aber auch in die Film- und Computerspiel-Industrie gefunden hat. So lassen vor allem Spieluhren und Kastenteufel das Lied erklingen. In zahlreichen Horrorfilmen und -spielen werden Spieluhren mit dieser Melodie eingesetzt, um den Gruselfaktor zu erhöhen. In dem Point-and-Click-Horrorgame „Five Nights at Freddy’s 2“ beispielsweise wird der Spieler von einem Antagonisten attackiert, wenn dessen Musikbox „Pop! Goes the Weasel“ spielt.